# Catasto onciario
Il Catasto onciario, precursore degli odierni catasti, rappresenta l'attuazione pratica delle norme dettate da re Carlo di Borbone nella prima metà del XVIII secolo per un riordino fiscale del regno di Napoli, progettato e diretto da Bernardo Tanucci.

## Descrizione
Nonostante fosse un catasto descrittivo, poiché non prevedeva la rappresentazione geometrica dei luoghi, fu uno strumento teso ad eliminare i privilegi goduti dalle classi più abbienti che facevano gravare i tributi fiscali sempre sulle classi più umili e di fatto rappresenta uno dei più brillanti esempi del tempo di ingegneria finanziaria e di ripartizione proporzionale del peso fiscale. 
Il catasto era basato su un sistema di duplice tassazione, che prevedeva sia una imposizione di tipo reale cioè sui beni e sia personale cioè sulla capitazione o testatico e sulle attività dei contribuenti e dei loro nuclei familiari. 
Dall'imposizione catastale per antico privilegio era esentata la città di Napoli. 

### Base imponibile
Si chiamò Onciario perché la valutazione dei patrimoni sia immobiliari che da bestiame o finanziari (per es. da censi attivi), veniva stimato in base all'unità monetaria teorica di riferimento, l'oncia, corrispondente a sei ducati. Era anche detta Oncia di carlini tre, in quanto ogni tre carlini di rendita, capitalizzati al tasso di interesse fissato al 5% (solo per il bestiame era fissato al 10%), equivalevano a 60 carlini, pari a sei ducati e quindi 1 Oncia di capitale o patrimonio. Veniva così introdotta anche una distinzione tra unità monetarie di riferimento per la valutazione delle rendite, adottando le valute correnti del grano, il carlino e il ducato, e per i patrimoni usando delle unità monetarie di conto come il tarì e l'oncia. È chiaro come un meccanismo volutamente semplice poteva assicurare nelle intenzioni, un prelievo fiscale generalizzato ed accertamenti molto rapidi.
Per il calcolo delle imposte le persone erano distinti in diverse categorie. Una prima distinzione era effettuata fra cittadini e forestieri: i primi formavano i "fuochi" (ovvero le famiglie) dell'Università; i secondi erano solamente iscritti nell'Onciario o perché vi possedevano beni o perché vi esercitavano un'attività.
Una seconda distinzione era fra i laici e gli ecclesiastici, includendo in questi ultimi tutte le istituzioni religiose collaterali.
In sintesi erano sette le possibili categorie di contribuenti:
1. cittadini abitanti e non abitanti
2. vedove e vergini
3. ecclesiastici secolari cittadini
4. chiese, monasteri e luoghi pii nell'università
5. forestieri abitanti laici
6. chiese, luoghi pii e monasteri forestieri
7. forestieri non abitanti laici

Erano tuttavia previste numerose forme di esenzione come per i beni feudali sottoposti alle sole imposizioni dell'Adoa e del Relevio, per cui i baroni potevano essere tassati solo per i beni allodiali cioè in piena proprietà (sui quali erano tenuti a pagare la tassa di bonatenenza qualora posti al di fuori del comune di residenza), con conseguenti numerosi tentativi di pretendere di far passare tutti i loro beni come feudali; così come i beni ecclesiastici per valori inferiori ad alcune soglie stabilite nelle norme concordatarie che potevano variare a seconda delle località; non vi era tassazione "sulla testa" per le professioni ritenute arti liberali come i giudici o i notai, o per i nobili e "civili viventi" e i benestanti che non svolgevano alcuna attività lavorativa, venendo tassati solo coloro che esercitavano un lavoro manuale con tre fasce di tassazione, oppure non erano tassati gli ultrasessagenari o i capi di famiglie numerose, e pertanto anche se nelle intenzioni la riforma voleva comprendere tutti indistintamente, in realtà il prelievo non fu così generalizzato ed uniforme.

### Formazione del catasto
I Comuni erano considerati un aggregato di persone e di beni di varie specie e nature. Le imposte erano così calcolate a seconda delle varie qualità delle persone e dei beni.

Le 4 fasi del procedimento per la formazione dell'onciario a cui erano tenute le singole comunità erano: 
- gli atti preliminari mediante i quali in particolare si nominavano i cittadini deputati in rappresentanza dell'università divisi per classi sociali (normalmente de civilibus, de mediocribus e de inferioribus) e gli estimatori interni ed esterni e si stabilivano i prezzi delle vettovaglie,
- le rivele mediante le quali ogni cittadino rivelava la composizione dei propri nuclei familiari e le proprie sostanze,
- l'apprezzo mediante il quale i deputati al catasto (4 esperti agrimensori, di cui 2 locali e 2 forestieri) valutavano tutti gli immobili della comunità con le relative rendite, ad esclusione della casa di abitazione della famiglia che godeva di esenzione; di qui una commissione formata da rappresentanti del comune e dagli estimatori verificavano la veridicità delle rivele anche con i precedenti catasti locali ed altri numerosi documenti (stati delle anime, affitti di gabelle, documenti relativi al possesso di bestiame, ecc.),
- l'onciario, con cui venivano liquidate le singole posizioni mediante il calcolo dei rispettivi patrimoni mediante la somma delle once da industria (cioè da lavoro) e once dai beni e il totale espresso, appunto, in once e tarì.

Il tutto poi veniva sintetizzato in una tavola sinottica riassuntiva generale del catasto, la Collettiva o Mappa generale, con l'elenco riepilogativo delle once di tutti i fuochi tassati e la somma totale delle once relative all'Università.
A conclusione dell'onciario vi è poi lo stato discusso cioè il bilancio della località, e "rimesso" cioè validato dalla Regia Camera della Sommaria, che evidenzia le uscite e le entrate, tra le quali vi erano normalmente compresi i proventi della tassazione per fuochi, con l'entità del disavanzo da finanziare con il prelievo mediante la redistribuzione sulle once.
I lavori per attuare questa grande riforma tributaria cominciarono con l'emanazione di Prammatiche reali note come Forma censualis et capitationibus sive de catastis dal 1741 sino al 1748 che inizialmente disponevano l'obbligo della confezione del catasto entro pochi mesi e in realtà ben poche erano le università che si erano messe in regola entro il 1743, ed occorsero un enorme impegno amministrativo e circa 15 anni per giungere in tutto il Regno alla compilazione delle liste dei soggetti e dei relativi beni.

### Efficacia dell'onciario
Anche se nelle intenzioni erano esaltati i principi di uniformità, chiarezza e incisività del nuovo strumento fiscale, la laboriosità derivante dalla necessità, prescritta nell'ultima delle prammatiche De catastis, di aggiornare annualmente tutte le liste degli onciari in ogni componente reddituale, oltre alle resistenze delle classi più abbienti, costituì il limite principale al suo utilizzo negli anni seguenti, causandone il progressivo accantonamento in tutte le università del Regno, che almeno dal 1770, una volta constatatone il fallimento sostanziale dallo stesso potere centrale, tornarono ad esercitare in larghissima parte la fiscalità locale utilizzando i catasti locali o mediante il sistema delle gabelle.
Il regno di Napoli poi regno delle Due Sicilie rimarrà pertanto privo di un valido strumento catastale uniforme fino all'arrivo dei Francesi che tra primo e secondo decennio del XIX secolo daranno al regno un nuovo catasto, seppur ancora solo descrittivo, sotto il nome di Catasto Napoleonico o Provvisorio o Murattiano, basato sulle denunce spontanee dei proprietari, che manterrà la sua validità fino alla prima metà del secolo XX quando verrà sostituito definitivamente dal nuovo catasto su scala nazionale.

### Conservazione
La consultazione dell'Onciario, conservato in originale per tutte le università del Regno presso la Regia Camera della Sommaria poi nell'Archivio di Stato di Napoli, oltre che in copia in alcuni pochi archivi comunali, è ancora oggi, pur con tutti i suoi limiti e omissioni, una fonte preziosa di informazioni sul periodo.